# Publius Memmius Regulus

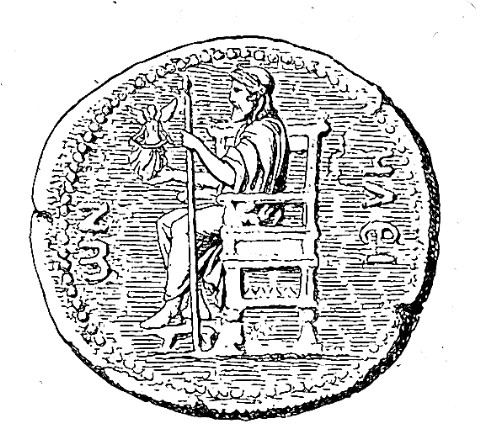
Een afbeelding van het Zeusbeeld te Olympia op een antieke munt. Dit beeld had Regulus naar Rome moeten vervoeren.

Publius Memmius Regulus (gestorven 61) was een Romeins politicus en senator uit de 1ste eeuw na Christus. Hij was consul suffectus in 31 n.Chr. en later ook prefect van Macedonia en Achaia.
Regulus staat bekend als hét toonbeeld van trouw aan de keizer. In het jaar 31 leverde hij een belangrijke bijdrage aan de val van de praefectus praetoriae Seianus en daarmee aan de redding van keizer Tiberius. Seianus was namelijk de spil van een samenzwering tegen deze keizer. Aan Caligula stond hij zelfs, op verzoek van de keizer, zijn eigen vrouw Lollia Paulina af. Onder Caligula en Claudius diende hij als gouverneur van de voornaamste provinciën. Nero zei eens - toen hij leed aan een zware ziekte - dat hij rustig kon sterven, aangezien Regulus er was om de res publica te beschermen. Cassius Dio beschreef hem als een uiterst betrouwbaar man.
Regulus was een homo novus en stamde af van een adellijk geslacht uit Ruscino in de provincie Gallia Narbonensis. Als kandidaat voorgedragen door keizer Tiberius werd hij verkozen tot quaestor en (enkele jaren later) tot pretor. Tiberius wees hem in het jaar 31 aan tot consul, hetzelfde jaar waarin hij verdenking begon te koesteren tegen Seianus. Hij uitte zijn verdenking in een brief, die op 18 oktober door de praefectus praetorianus Macro aan Regulus werd overhandigd. Deze vroeg slechts één senator om zijn mening over de samenzwering en wierp Seianus vervolgens in de kerker, waar hij terechtgesteld werd.
In het jaar 35 werd Regulus gouverneur van Moesië, Macedonië en Achaia. Hij bestuurde het Balkanschiereiland gewetensvol tot 44, waarvan vele inscripties getuigen. Het bevel om het Zeusbeeld van Phidias van Olympia naar Rome te verschepen kon hij niet uitvoeren door (of dankzij) de dood van Caligula. Rond 48/49 werd Regulus proconsul van de provincie Asia. Regulus was een lid van de priestercolleges der Septemviri epulonum, Fratres Arvales en Sodales Augustales.